# コミュニティ・ストア
コミュニティ・ストア（COMMUNITY STORE）は、かつて東京都に本部を置いていた日本のコンビニエンスストアチェーン。大手食品卸売商社の国分グループ本社の事業会社である国分グローサーズチェーン株式会社（英文社名：Kokubu Grocers Chain Co., Ltd.）が運営していた。本項では、運営企業である国分グローサーズチェーン株式会社についても記述する。
1978年（昭和53年）に国分グローサーズチェーン (KGC) を事業開始、1994年（平成6年）7月1日に国分グローサーズチェーンとして会社設立した。
2021年（令和3年）5月7日開催の取締役会にて全事業からの撤退を決議し、同年5月14日に「全事業の撤退に関するお知らせ」を発表。理由として「新型コロナウイルス感染症の拡大などにより急速に経営環境が悪化し、今後の業績の回復が困難であると判断した」ことを挙げた上で、同2021年11月末をもって全事業を終了、翌2022年4月末に会社清算を結了予定と発表した。これに伴い、2021年11月30日をもって公式ウェブサイトは閉鎖された。
2022年（令和4年）7月15日付で清算結了し解散、法人格が消滅した。

## 概要
国分グローサーズチェーンの前身は、国分株式会社（現：国分グループ本社株式会社）が、取引先酒販店の経営支援を狙って結成したボランタリー・チェーン (VC) である。そのため酒販店から業態転換した加盟店が多く、それぞれが酒販店時代からの固定客を抱えており、2004年時点では他チェーンよりも客の年齢層が高くなっていた。
1999年（平成11年）からは一部店舗でデリバリーサービス「親切・ふれあい便」を開始したが、これには旧酒販店の人脈と御用聞きの経験を生かす狙いがあった。
発足当時、酒類の販売は免許制であったことから、酒販店からのCVS転換はその時点で大きな利点を有しており、ロイヤリティフィーが安価なボランタリー・チェーン方式を採用したことで店舗数を急増させた。しかし、酒販店の規制緩和により2001年に距離基準、2003年に人口基準が廃止され、大手コンビニエンスストア (CVS) でも酒販の取扱いが標準化したことで競争優位性が薄れていった。
2021年4月末時点で、関東、東海、関西を中心に337店舗を展開していた。このうち、標準スタイルのCVSは50店であり、残り280店余りは、加盟先の要望に応じて商品供給や店舗設備の貸与、一部経営指導などを提供する非標準スタイルとなっており、これら非標準スタイルの店舗は、公式サイトの店舗検索ページからもからも除外されていた。店舗検索ページには「この店舗検索においては、立地条件等により全ての店舗が検索できるものではありませんので、あらかじめご了承ください。」との注意書きがあった。同年春には大手加盟先との契約が終了し、150店を超える店舗の閉鎖を進めていた。
公式サイトで検索可能な店舗の大半が東京都内に集中していた。店舗検索に掲載されていたのは、いわゆる「路面店」と呼ばれる大手コンビニ店と同様の一般的な形式の店舗で、残りは工場・病院・学校などの施設内における売店形式の店舗であった。ただし、日大板橋病院店（板橋区）やイーストスクエア東京店（江東区）など、一部の施設内店舗も検索対象に入っていた。

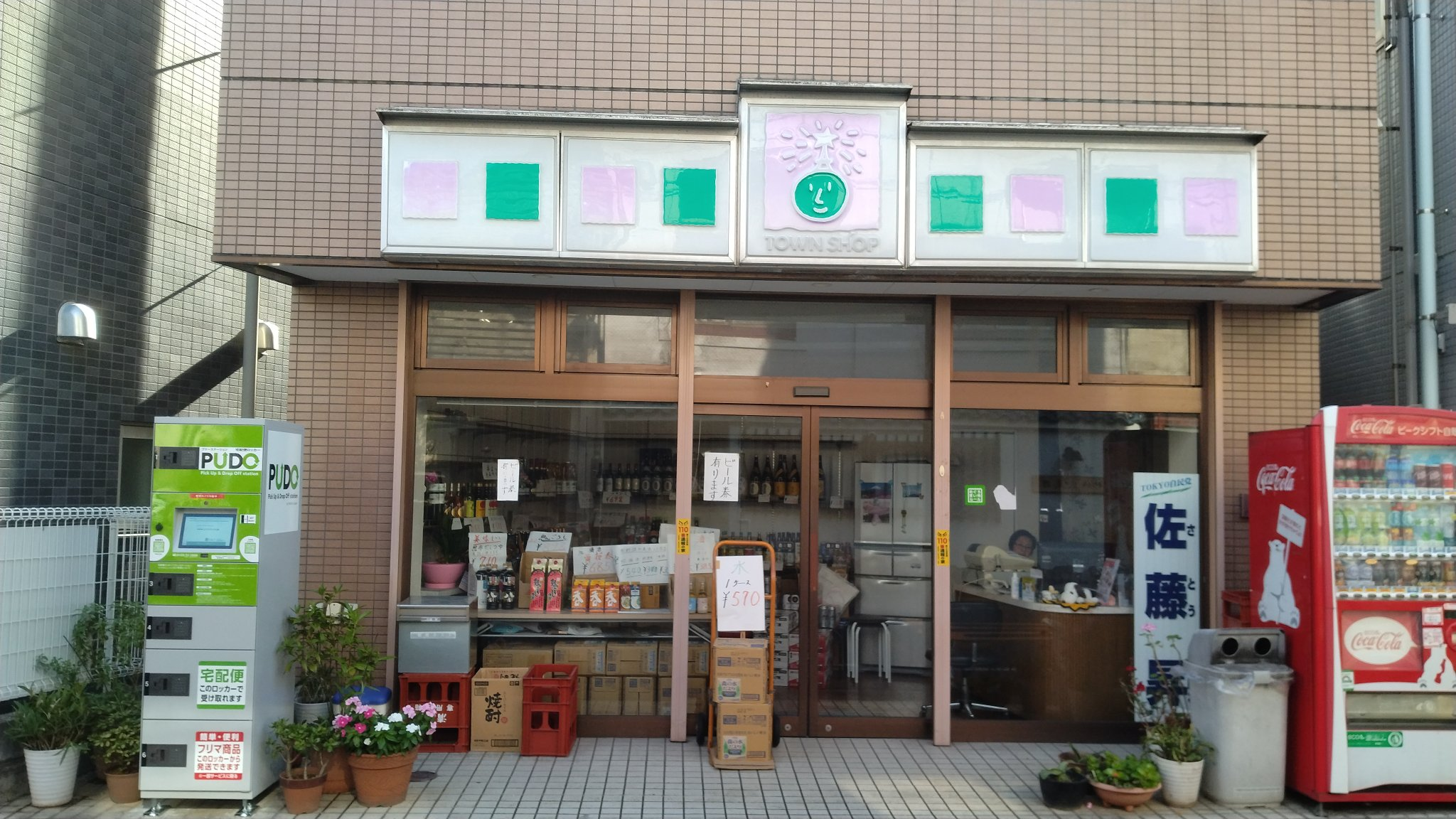
タウンショップ 佐藤酒店（東京都目黒区）

かつては北海道にも店舗を展開しており、札幌市内を中心に1998年時点では70店舗（札幌市内35店舗、札幌圏15店舗、旭川圏6店舗、帯広圏11店舗、北見圏3店舗）が存在した。
これらの店舗は閉店・撤退後には、元々が酒屋の発祥であることから個人商店の酒屋へ転換したり、チェーン店のディスカウントストア、セイコーマートやセブンイレブンなどへ転換した例が存在する。また、コミュニティ・ストア撤退後の北海道内には、かつての加盟店がそのまま「コミュニティストア」を名乗り続ける店舗もあった。また、一部店舗は「K-nes」というチェーンに転換されている。

## 沿革
- 1978年（昭和53年）
  - 国分株式会社（当時）の事業部門として国分グローサーズチェーンが発足[8]。
  - 東京都渋谷区に1号店を開店する。
- 1988年（昭和63年）11月 -　東北本部の第1号店「同中勇分店」開店。
- 1990年（平成2年） - 首都圏以外の地区本部が発足する。
- 1993年（平成5年）
  - 3月31日 - 持ち帰り弁当とコンビニの複合店「コミュニティ・ストアきよむら」開店。
  - 帯広本部であった宮本商産株式会社がチェーンから脱退し、同地区は国分株式会社直轄となる。
- 1994年（平成6年）7月1日 - 国分グローサーズチェーン株式会社を設立[2][3]。
- 1995年（平成7年） - 茨城県本部であった合資会社月の友が加盟店とともにチェーンから脱退し「モンペリ」の店名で独自のチェーン展開を始める。
- 1997年（平成9年）
  - 公共料金収納代行サービスを開始する。
  - 岐阜本部であった株式会社河安と、三重本部であった株式会社井阪商店がチェーンから脱退し、両地区は国分株式会社直轄となる。
- 1998年（平成10年）
  - 国分株式会社直轄の地区本部すべてが、国分グローサーズチェーン株式会社に移管される。
  - 旭川本部であった旭川国分株式会社（株式会社丸ヨ岡田より営業を継承）が、加盟店とともにチェーンから脱退する。
  - 神奈川のエムエムチェーン株式会社（後述）と業務提携する。のちに同社の加盟店を国分グローサーズチェーン株式会社が引き継ぐ。
- 1999年（平成11年） - 一部店舗でデリバリーサービス「親切・ふれあい便」を開始する。
- 2000年（平成12年） - 香川本部であった香川流通株式会社から、加盟店と本部業務を国分グローサーズチェーン株式会社が引き継ぐ。これにより、すべての地区本部が同社へ統合された。
- 2008年（平成20年）- 北海道から撤退
- 2011年（平成24年） - 鉄道事業者との連携による新業態として、駅ナカコンビニ事業開始。京王線つつじヶ丘駅構内に、京王ストアとの共同出店で「京王ストアエクスプレス with コミュニティ・ストア」つつじヶ丘店がオープン[16]。
その後、京王ストア（旧・京王リテールサービス）との共同出店による駅売店（駅ナカミニコンビニ）「K-SHOP with コミュニティ・ストア」を出店開始。
- 2016年（平成28年） - 「コミュニティ・ストア新川一丁目店」を改装した、コミュニティ・ストアの新業態「コミストキッチン新川一丁目店」がオープン。同年末時点での店舗数は全国に約520店舗であった。
- 2017年（平成29年）9月1日 - 京成本線国府台駅の高架柱耐震補強工事にともない閉店した「リブレ京成国府台駅前店」を、リブレ京成と共同で「リブレキッチン with コミュニティ・ストア」国府台店としてリニューアルオープン[17][18][19]。
- 2021年（令和3年）
  - 同年4月末時点での店舗数は337店舗であった[10]。
  - 5月7日 - 同日開催の取締役会にて全事業の撤退を決議[5][10]。
  - 5月14日 - 「全事業の撤退に関するお知らせ」を発表、2021年11月末をもって全事業を終了し、2022年4月末をもって会社清算を結了予定と発表[5][10]。
  - 11月30日 - 同日をもってコミュニティ・ストア全店閉業。同時に公式サイトも削除される。
- 2022年（令和4年） 
  - 3月 - 同月までに、京王ストアとの共同出店店舗（駅ナカコンビニ）が全店セブン-イレブンへ転換。
  - 7月15日 - 同日付で会社清算が結了し解散[6]。

## コミュニティ・ストア
コミュニティ・ストアでは、VCとフランチャイズ・チェーン (FC) の長所だけを組み合わせたとする「ニューコンビニエンスシステム」を標榜している。当初は「限りなくFCに近い超ボランタリー」と称していた。
大手コンビニエンスストアチェーンの多くが
- オープンアカウント制：加盟店は売上の全額を本部に送金し、会計処理を本部に任せる
- 粗利分配方式：加盟店の粗利のうち一定割合をロイヤルティとして本部に支払う（ただし粗利の算定方法は一般的な売上総利益の算定方法と大きく異なる。[要出典]）

といった仕組みを採っているのに対し、コミュニティ・ストアはこれらを採用していない。加盟店は仕入代金、ロイヤルティ等だけを本部へ送金すればよく、またロイヤルティは売上や粗利に関係なく定額とするなど、VC的な契約内容が盛り込まれている。一方で、品揃えや情報システムなどのチェーンオペレーションは、FC制の他チェーンと同様に本部主導で統一されている。
多くのコンビニエンスストアチェーンが年中無休で24時間営業を行う中で、コミュニティ・ストアでは営業時間を設けている店舗、いわゆる「時短店」が大多数を占めており、24時間営業を行なっている店舗は少ない。中には定休日を制定している店舗もあり、他社とはその営業形式が大きく異なっているのが特徴であった。
大手コンビニエンスストアチェーンがシャツ型の制服を採用しているのに対し、コミュニティ・ストアでは私服にエプロン型の制服という店舗が多く、服装に自由度があった。ただし後述の駅ナカ店舗では、大手コンビニチェーンと同様にシャツ型の制服を採用することが多く、エプロン型の制服は路面店に多い傾向があった。オリジナルのシャツ型制服は、ブルーのストライプの生地でファスナー前開き、店舗マークのワッペンが胸ポケット部分に付いたものであるが、京王ストアと提携した店舗では独自の制服を採用していた。
2016年3月、コミュニティ・ストアの新業態「コミストキッチン」として、東京都中央区新川にある既存のコミュニティ・ストア店舗を改装してオープンした。時間帯別に業態が変わるようになっており、朝の時間帯はカフェ、昼の時間帯は手作り弁当、夜の時間帯は「ちょい飲み」をコンセプトとし、店内には可動式のイートインスペースと店内厨房を有していた。

### CVSシステムの提供
公共料金の支払代行、住民票の印刷ができるコピーFAXなどの複合機はコンビニエンスストアの特徴的なサービスであるが、そのシステムをスーパーマーケットなどに提供し、それらのサービスをスーパーマーケットでも受けることができるよう一部で実施していた。
また、元々独自ブランドで営業していたスリーエフの大多数の店舗ががローソンとデュアルブランド化による「ローソン・スリーエフ」への転換に伴ってローソンのシステムへ移行した際も、移行せずに残った独自ブランドのgooz店舗は店舗数が少なかったことなどからスリーエフのシステムを残したりローソンのシステムを導入したりせず、コミュニティストアのPOSシステムに切り替えたが、コミュニティストアの事業撤退に伴い、ポプラのPOSシステムへ再度切替を行った。

## 過去に存在した店舗
2021年5月16日現在。鉄道事業者との共同出店店舗については#駅ナカコンビニを参照。

### コミュニティ・ストア
東京都
- 入谷やまざきや店（足立区入谷）[25]
- 梅田7丁目やまだや店（足立区梅田）[25]
- 日大板橋病院店（板橋区大谷口上町）[25]
- 東陽町サンヒダカ店（江東区東陽）[25]
- ぬ利彦東雲店（江東区東雲、りんかい線東雲駅）[25]
- イーストスクエア東京店（江東区新砂、オフィスビル内店舗）[25]
- かむろ坂下すずき店（品川区西五反田）[25]
- 渋谷まつもと店（渋谷区円山町）[25]
- 吾妻橋店（墨田区吾妻橋）[25]
- 三省堂書店 SEIJO×10（世田谷区成城）[25]
- 豊島巣鴨店（豊島区巣鴨）[25]
- 芝浦4丁目店（港区芝浦）[25]
- コミストキッチン 新川一丁目店（中央区新川）[25]
- 八丁通りいたばし店（武蔵野市中町）[25]
- 武蔵野キャンパス7号館店（西東京市新町）[25]
- デリカコンビ117 羽村羽西店（羽村市羽西）[25]
- 図師町あづまや店（町田市図師町） - 2014年3月31日閉店[26]

埼玉県
- 一ノ割もりたや店（春日部市一ノ割）[25]

千葉県
- 中央病院前はまだや店（船橋市海神）[25]

神奈川県
- 北八朔町こやなぎ店（横浜市緑区北八朔町）[25]
- 文京せきの店（相模原市南区）- 2019年2月上旬より長期休業後、同年5月31日閉店[27]。
- 塚原すずきや店（南足柄市塚原）[25] - 2021年10月31日閉店、翌11月より有限会社鈴木屋商店として営業継続[28]。
- 湯河原むろさだ店（足柄下郡湯河原町）[25][注釈 1]

静岡県
- 伊豆山ちばや店（熱海市伊豆山）[25][注釈 1]

大阪府
- くわだ店（大阪市港区八幡屋）[25][注釈 1]
- 常翔ウェルフェア大工大 大宮キャンパス店（大阪市旭区大宮）[25][注釈 1]
- とくやま店（守口市日吉町）[25][注釈 1]
- 摂大寝屋川キャンパス店（寝屋川市池田中町）[25][注釈 1]

兵庫県
- 垂水塩屋駅前店（神戸市垂水区塩屋町）[25][注釈 1]
- MARUZEN神院大店（神戸市中央区港島）[25][注釈 1]

### 駅ナカコンビニ
2011年より京王電鉄・京成電鉄など、鉄道事業者との連携による駅ナカ生鮮コンビニの出店を開始し、新業態の店舗を増やした。しかし全事業撤退によりこれらの店舗からも撤退することとなった。
これに伴い、京王電鉄の駅ナカコンビニ店舗を共同運営していた京王ストアでは新たにセブン-イレブンとフランチャイズ契約を締結し、コミュニティ・ストアとの共同出店店舗を業態転換することとなった。京王ストアとコミュニティ・ストアの共同出店店舗は、2022年3月までに全店がセブン-イレブンへ転換された。

#### 京王ストア系

##### 京王ストアエクスプレス with コミュニティ・ストア
2011年には鉄道事業者との連携による新業態として、私鉄系スーパーマーケットとの共同出店による駅ナカコンビニを始め、京王グループのスーパーマーケット・京王ストアと共同で「京王ストアエクスプレス with コミュニティ・ストア」をオープンした。
この店舗の特徴としては、生鮮コンビニとして生鮮食品や厨房で作られた惣菜を販売し、店内にイートインスペースも設けられている。またプライベートブランドとして、京王ストアも加盟する私鉄系スーパー八社会の「Vマーク バリュープラス」商品も一部取り扱っていた。
2011年11月25日に1号店として、京王線つつじヶ丘駅に完成した駅ナカ商業施設「京王リトナードつつじヶ丘」2階に、京王ストアエクスプレスつつじヶ丘店として新規開店。以後、京王永山駅、若葉台駅と、京王相模原線沿線の京王リトナードへも順次店舗を増やした。
2017年9月29日に開業した調布駅の駅ビル「トリエ京王調布」に、4店舗目となる調布店をオープンした。またこれに伴い、向かいの駅売店「A LoT 調布中央口改札店」が統合閉店した。
2017年11月30日には、明大前駅の駅ナカ商業施設「フレンテ明大前」1階に、5店舗目となる明大前店をオープンした。

##### 京王ストア K-SHOP with コミュニティ・ストア
また京王グループ内の再編により、京王電鉄の駅売店「K-Shop」「A LoT」を経営していた京王リテールサービスが、株式会社京王ストアに吸収合併されたことに伴い、2016年よりコミュニティ・ストアとの共同出店による店舗リニューアルが行われた。
コンビニ形式の駅売店（京王ストアでは「ミニコンビニ」と呼んでいる）は、京王リテールサービス時代からの店舗名は「K-Shop」で、駅ホームや改札脇の小規模な駅売店「A LoT」と意匠を合わせた黄色い看板だが、コミュニティ・ストアとの共同出店によるリニューアル後は「K-SHOP with コミュニティ・ストア」となり、看板にコミュニティ・ストアのマークが入るほか、内装なども変更されていた。

##### 京王ストアとの共同出店店舗
- 京王ストアエクスプレスつつじヶ丘店（東京都調布市）[25] - 2011年11月25日オープン（1号店）。2022年2月22日、セブン-イレブンへ転換。
- 京王ストアエクスプレス永山店（東京都多摩市）[25] - 2012年11月15日オープン[36]。2022年2月1日、セブン-イレブンへ転換。
- 京王ストアエクスプレス若葉台店（神奈川県川崎市麻生区）[25] - 2022年3月15日、セブン-イレブンへ転換。
- 京王ストアエクスプレス調布店（東京都調布市）- 2017年9月29日オープン[37]。2021年8月25日にセブン-イレブンへ転換（閉店日不明）、セブン-イレブンへの転換第1号店となった。
- K-SHOP永福町店（東京都杉並区）[38]
- K-SHOP高井戸店（東京都杉並区）[38]
- K-SHOP久我山店（東京都杉並区）[38] - 2022年1月18日、セブン-イレブンへ転換。
- K-SHOP聖蹟桜ヶ丘店（東京都多摩市）[38] - 京王聖蹟桜ヶ丘ショッピングセンター1階、京王クラウン街内。2021年10月7日、セブン-イレブンへ転換。
- K-SHOP高幡不動店（東京都日野市）[38][25] - 2021年12月15日、セブン-イレブンへ転換。
- K-SHOP多摩センター店（東京都多摩市）[38] - 2021年11月10日、セブン-イレブンへ転換。
なお、小田急電鉄の駅売店「Odakyu SHOP」もセブン-イレブンへ転換したことから、京王多摩センター駅に隣接する小田急多摩センター駅にも2019年、セブン-イレブン小田急マルシェ多摩センター店と小田急多摩センター改札横店の2店が開店。また多摩都市モノレール線多摩センター駅にも2021年7月にセブン-イレブンが開店している。
- K-SHOP堀之内店（東京都八王子市）[39][25] - 2021年8月31日、セブン-イレブンへ転換。また店舗跡地には同年7月にマツモトキヨシ（京王ストアのフランチャイズ店舗）が開店している。
- K-SHOP橋本店（神奈川県相模原市緑区）[38][25] - 2017年7月26日リニューアルオープン[32][33]。2021年8月20日閉店、相模原市内では最後のコミュニティ・ストアであった[40]。2021年10月20日、セブン-イレブンへ転換。

##### 京王ストアの単独運営店舗
以下の店舗は京王ストアの単独運営店舗。コミュニティ・ストアとの共同出店ではないため、看板に「with Community Store」のロゴがなく、コミュニティ・ストア公式サイトでの店舗検索では表示されなかった。コミュニティ・ストアの撤退後も営業継続。
- 京王ストアエクスプレス明大前店（東京都世田谷区）[41] - 2017年11月30日オープン[42][注釈 1]
- 京王ストアエクスプレス府中店（東京都府中市）[43] - 2018年11月22日オープン[44][注釈 1]、ぷらりと京王府中2階。
- K-SHOP府中店（東京都府中市）[38][注釈 1] - 2018年1月19日、京王線府中駅改良工事に伴い、北口改札前にオープン[32][33]。またこれに伴い、向かいの駅売店「A LoT 府中北口改札店」が同年1月31日をもって統合閉店。
K-SHOP府中店は、2022年3月1日をもってリニューアルのため閉店[45]。同年4月26日、セブン-イレブンへ転換。
- K-SHOP東府中店（東京都府中市）[38][注釈 1] - 2019年10月10日オープン[46]。京王線東府中駅構内の店舗をリニューアルして「K-SHOP東府中店」とし、同時にルパ東府中店をリニューアル、マツモトキヨシ東府中駅店を新規オープンして、3店の複合店舗とした[47]。
K-SHOP東府中店は、2022年3月31日をもってリニューアルのため閉店。これにより「K-SHOP」ブランドの店舗は全店消滅した。2022年5月31日、セブン-イレブンへ転換。

#### リブレ京成系

##### リブレキッチン with コミュニティ・ストア
京王グループとの連携に引き続き、2017年9月1日、京成グループのスーパーマーケット・リブレ京成と共同で、京成電鉄国府台駅（千葉県市川市）に駅ナカ生鮮コンビニ「リブレキッチン with コミュニティ・ストア」国府台店をオープンした。京成本線国府台駅の高架柱耐震補強工事に伴い閉店した「リブレ京成国府台駅前店」をリニューアルしたもので、リブレ京成のミニスーパー「リブレキッチン」1号店となった。「京王ストアエクスプレス」同様、店内にイートインスペースを設け、リブレ京成も加盟する八社会のプライベートブランド商品も取り扱っていた。
リブレキッチン国府台店は、オープンから1年後の2018年9月1日に「with コミュニティ･ストア」が付かない店名でリニューアルし、リブレ京成のポイントカード「エプロンカード」が使えるようになった。2020年5月時点で、コミュニティ・ストアの店舗一覧に同店は掲載されていなかった。

## 過去の加盟会社
1992年（平成4年）7月時点では、北海道から九州にかけての広い地域で国分株式会社が本部となっていたものの、
- 株式会社丸ヨ岡田（北海道国分株式会社の前身企業の一つ） - 旭川本部
- 宮本商産株式会社（1985年4月8日に社内で設立したMGC宮本グローサーズチェーン本部が運営[49]、同社運営の1号店は1985年12月18日に開店した新得町の新得さかの店[50]。後に同社の卸事業は北海道国分へ引き継がれる） - 帯広本部
- 合名会社畠兵商店 - 能代本部
- 合資会社月の友酒店 - 茨城本部
- 株式会社河安（カワヤス国分株式会社の母体となった企業） - 岐阜本部
- 株式会社井阪商店（後に三重国分株式会社へ営業を統合される） - 三重本部
- 渡弥 - 福井本部
- 香川流通株式会社 - 香川本部

といった提携卸売業者も国分グローサーズチェーンアライアンス (KGCA) に加盟し、それぞれ地区本部業務を行なっていた。
1993年（平成5年）2月時点でKGCAは、
- コンビニ型店舗「コミュニティ・ストア」720店
- リカー&バラエティーと称する酒類専門店「タウンショップ」250店

という2種類の店舗を展開し、合わせて970店を有していたが、当時は各店の内外装も統一されておらず、POSネットワークも整備されていなかった。
国分株式会社は1994年（平成6年）に新会社として国分グローサーズチェーン株式会社を設立し、各地区本部を順次新会社へと統合するとともに「ニューコンビニエンスシステム」を標榜し、
- チェーンオペレーションの統一
- POS、受発注、検品など新情報システムの導入
- 店主・従業員研修体制の確立

などを推し進めた。
しかし、旧来の加盟店のうち新システムに移行できない店が脱落したことや、提携卸売業者のうち最多の加盟店を持っていた合資会社月の友が1995年（平成7年）に脱退し独立チェーン化したこともあり、1998年（平成10年）3月時点での加盟店数は690店に減少。以後も店舗数減少に歯止めがかかっておらず、営業地域は関東・東海・関西地方にほぼ絞られた。

### 合流したチェーンストア
エムエムチェーンは、かつて神奈川県を中心にコンビニエンスストア「コンビニマート」を展開していたボランタリー・チェーン。神奈川県相模原市の食品卸業者、水谷商事株式会社（東京国分株式会社の前身企業の一つ）が主宰していた。加盟店には酒販店が多かった。
1983年（昭和58年）「エムエムチェーン協同組合」として結成され、最盛期には108店舗を擁していたが、加盟店の廃業や大手チェーンへの鞍替えなどで店舗数は減少に転じた。85店舗となった1996年（平成8年）には、体制強化を狙って本部を改組し「エムエムチェーン株式会社」とした。
35店舗となった1998年（平成10年）には、国分グローサーズチェーン株式会社との業務提携に踏み切り、同年6月より物流、POSなどのシステムを順次コミュニティ・ストアのシステムに一本化していった。のちに、すべての加盟店がコミュニティ・ストアへと移籍している。